# Nguyễn Trung Thành (thiếu tướng)
Nguyễn Trung Thành là Thiếu tướng Công an nhân dân Việt Nam. Ông từng giữ chức vụ Phó Tổng cục trưởng Tổng cục Xây dựng lực lượng Công an nhân dân kiêm Giám đốc Học viện Cảnh sát nhân dân.

## Tiểu sử
Ngày 9 tháng 1 năm 2005, Chủ tịch nước Việt Nam ký quyết định thăng quân hàm đối với Nguyễn Trung Thành từ Đại tá lên Thiếu tướng Công an nhân dân Việt Nam. Lúc này ông đang là Phó Tổng cục trưởng Tổng cục Xây dựng lực lượng (Tổng cục III), Bộ Công an Việt Nam. Tổng cục này phụ trách đào tạo và xây dựng lực lượng của ngành Công an.
Tháng 6 năm 2005, Nguyễn Trung Thành được Bộ Công an Việt Nam phân công công tác ở Học viện Cảnh sát nhân dân.
Ông từng là Giám đốc Học viện Cảnh sát nhân dân (trước tháng 8 năm 2014).
Sau khi nghỉ hưu, tháng 2 năm 2017, ông là Chủ nhiệm Câu lạc bộ hưu trí Bộ Công an.

## Gia đình
Ông có con gái tên Nguyễn Phương Linh. Tháng 6 năm 2015, Nguyễn Phương Linh tốt nghiệp xuất sắc Học viện Cảnh sát nhân dân (khóa D36, lớp B4) và được phong vượt cấp Trung úy thay vì Thiếu úy.